# Organela
Organela u citologiji je specijalizovana podjedinica ćelije koja je funkcionalno izdvojena od ostatka ćelije sopstvenom lipidnom membranom.
Ćelijske organele su strukture membranama odvojene od ostatka citoplazme – citosola, a obavljaju specifične funkcije u ćeliji. Osim organela, važnu ulogu u ćeliji imaju i strukture koje nemaju membrane – ribozomi i elementi citoskeleta – koje se zbog toga često označavaju kao nemembranske organele.
Ćelijske organele od ostatka citoplazme mogu biti odvojene jednom membranom (jednomembranske) ili dvema membranama (dvomembranske).
U jednomembranske ćelijske organele spadaju endoplazmatična mreža ili endoplazmatični retikulum, Goldžijev aparat, lizozomi, peroksiozomi, vekuole...
U dvomembranske ćelijske organele spadaju mitohondrije, plastidi...
Vakuole i plastidi se javljaju u ćelijama biljaka i algi, dok ih u ćelijama ostalih eukariota nema.

## Istorija i terminologija
Naziv organela je nastao po analogiji ćelijskih struktura s telesnim organima, o čemu svedoče najraniji objavljeni radovi u kojima se spominje isključivo latinski naziv organum. Prvi koji je upotrebio deminutivni oblik „organulum“ bio je nemački zoolog Karl August Mobijus (1884). Iz konteksta njegovog rada se može zaključiti da se pri izboru naziva ipak ograničio na reproduktivne strukture jednoćelijskih organizama.
Termin organela se ustalio tek nekoliko godina kasnije obuhvativši i ćelijske strukture više ćelijskih organizama, o čemu svedoči delo Bengta Lidforsa iz 1915 („Organi ili organele“). Dvadesetih godina organele su zadobile razna značenja, od pokretnih ćelijskih celina (Kuhn), do vanćelijskih i unutarćelijskih skeletnih sastava (Hartmann). Unatoč prijedlogu Alberta Frej-Vislinga (1978) da se naziv odnosi samo na strukture koje pretvaraju energiju (centrozom, ribozom, jedarce), i tvrdnjama zagovornika endosimbiontičke teorije prema kojoj organela mora sadržavati vlastita nasledna uputstva (mitohondrija, hloroplast), zadržala se danas prihvaćena definicija.
Organele su vidljive isključivo mikroskopski, putem metoda frakcionisanja ćelija. Najraznovrsnije tipove organela nalazimo kod eukariotskim ćelija viših organizama, iako su nedavno izneti dokazi o njihovu prisustvu kod prokariota. Uz navedene organele postoje i ćelijske strukture sastavljene od nakupina makromolekula koje izvršavaju određenu specifičnu funkciju, a za koje ne možemo upotrijebiti isti naziv.

## Organele eukariota
Eukariote su strukturno najsloženiji tip ćelija. One su po definiciji organizovane u manje odeljke zatvorene lipidnim membranama, koje su slične ćelijskog membrani. Veće organele (npr. jedro i vakuole) se raspoznaju već pod svetlosnim mikroskopom, pa spadaju među prva otkrića nakon izuma mikroskopa.
| Organela                  | Glavna funkcija                                                               | Građa           | Organizmi        |                                                                                                 |
| ------------------------- | ----------------------------------------------------------------------------- | --------------- | ---------------- | ----------------------------------------------------------------------------------------------- |
| hloroplast (plastid)      | fotosinteza                                                                   | dvomembranski   | biljke, protisti | sadrži neke gene                                                                                |
| endoplazmatični retikulum | translacija i zavijanje proteina (hrapavi ER), metabolizam lipida (glatki ER) | jednomembranski | svi eukarioti    | hrapavi ER je prekriven ribozomima, u obliku je pločastih vreća; glatki ER je tubularnog oblika |
| Goldžijev aparat          | sortiranje i modifikovanje proteina                                           | jednomembranski | svi eukarioti    | cis-lice najbliže ER-u; trans-lice najdalje od ER-a                                             |
| mitohondrija              | proizvodnja energije                                                          | dvomembranski   | većina eukariota | sadrži neke gene                                                                                |
| vakuola                   | pohrana, homeostaza                                                           | jednomembranski | eukarioti        |                                                                                                 |
| jedra                     | održavanje DNK, transkripcija RNK                                             | jednomembranski | svi eukarioti    | sadrži genom                                                                                    |

| Organela / Makromolekul | Glavna funkcija                                 | Građa              | Organizmi                        |
| ----------------------- | ----------------------------------------------- | ------------------ | -------------------------------- |
| akrozom                 | pomaže fuziju spermatozoe s jajetom             | jednomembranski    | većina životinja                 |
| autofagozom             | odvaja citoplazmatski materijal pred razgradnju | dvomembranski      | svi eukarioti                    |
| centriol                | polazište citoskeleta                           | tubularni proteini | životinje                        |
| treplja (cilijum)       | pokreti u spoljnom mediju                       | tubularni protein  | životinje, protisti, neke biljke |
| glikozom                | provodi glikolizu                               | jednomembranski    | protozoa                         |
| glioksizom              | pretvaranje masti u šećere                      | jednomembranski    | plants                           |
| hidrogenozom            | proizvodnja energije i vodika                   | dvomembranski      | neki jednostanični eukarioti     |
| lizozom                 | razgradnja makromolekula                        | jednomembranski    | većina eukariota                 |
| melanozom               | pohrana pigmenta                                | jednomembranski    | životinje                        |
| mitozom                 | nepoznato                                       | dvomembranski      | neki jednostanični eukarioti     |
| miofibril               | kontrakcija mišića                              | filamenti          | životinje                        |
| jedarce                 | proizvodnja ribozoma                            | protein-DNK-RNK    | većina eukariota                 |
| parentezom              | nepoznato                                       | nepoznato          | gljive                           |
| peroksizom              | razgradnja vodonik peroksida                    | jednomembranski    | svi eukarioti                    |
| ribozom                 | translacija                                     | RNK-protein        | eukarioti, prokarioti            |
| vezikula                | transport tvari                                 | jednomembranski    | svi eukarioti                    |

Ostale strukture:
- citosol
- endomembranski sastav
- nukleozom
- mikrotubule
- ćelijska membrana

## Organele prokariota
Prokariote ne pokazuju eukariotski stupanj složenosti, pa se ranije smatralo da odražavaju jako oskudnu unutarnju organizaciju, tj. da nemaju unutarnje membranom zatvorene strukture. Te su tvrdnje u pitanje dovela nedavna otkrića proteinskih mikroodeljaka i lipidnih magnetozoma.
| Organela / Makromolekul | Glavna funkcija                    | Građa                                | Organizmi                   |
| ----------------------- | ---------------------------------- | ------------------------------------ | --------------------------- |
| karboksizom             | fiksiranje ugljenika               | proteinski omotač                    | neke bakterije              |
| hlorozom                | fotosinteza                        | iskorištavanje svetlosne energije    | zelene sumporne bakterije   |
| flagelum                | kretanje u spoljnom mediju         | proteinsko vlakno                    | neke prokariote i eukariote |
| magnetozom              | magnetsko orijentisanje            | neorganski kristal, lipidna membrana | magnetotaksne bakterije     |
| nukleoid                | održavanje DNK transkripcija u RNK | DNK-protein                          | prokarioti                  |
| plazmid                 | mijenjanje DNK                     | kružna DNK                           | neke bakterije              |
| ribozom                 | translacija                        | RNK-protein                          | eukarioti, prokarioti       |
| tilakoid                | fotosinteza                        | proteini fotosastava i pigmenti      | -                           |

## Literatura
- Ranđelović, Vladimir (2015). Biologija, udžbenik za prvi razred gimnazije. Beograd: Klett.

## Spoljašnje veze
- Drvo života eurkariota Архивирано на веб-сајту  (29. јануар 2012)